# Detective Conan: Estrategia sobre las profundidades
 Detective Conan: Estrategia sobre las profundidades  (銀翼の奇術師 Ginyoku no Majishan?) es el título del noveno largometraje de la serie de anime y manga Detective Conan estrenado en Japón el 9 de abril del 2005. La película recaudó 2.15 billones de yens